# Falls City (Nebraska)
Falls City é uma cidade localizada no estado americano de Nebraska, no Condado de Richardson.

## Turismo
Falls City foi cenário vários filmes, entre está Meninos não Choram que foi gravado na cidade, e em torno de cidade vizinhas como Menphis.
Falls City não recebe muitos turitas por ser uma cidade bem escondida, mas é muito procurada por diretores de filmes, por ter um ótimo cenário para filmes de terror e drama.

## Demografia
Segundo o censo americano de 2000, a sua população era de 4671 habitantes.
Em 2006, foi estimada uma população de 4186, um decréscimo de 485 (-10.4%).

## Geografia
De acordo com o United States Census Bureau, a localidade tem uma área de 6,8 km², sem área coberta por água. Falls City localiza-se a aproximadamente 284 m acima do nível do mar.

## Localidades na vizinhança
O diagrama seguinte representa as localidades num raio de 16 km ao redor de Falls City.